# Pregledni članak
Pregledni članak (eng. review), oblik znanstvenog rada. Ne sadrži nove rezultate znanstvenog istraživanja. Prikazuje dosadašnje radove o određenoj temi, pruža nove analize ili sinteze, nove odnose i hipoteze. Usmjera u pravcu novih znanstvenih istraživanja.